# 七小叶崖爬藤
七小叶崖爬藤（学名：Tetrastigma delavayi）为葡萄科崖爬藤属的植物。分布于越南、缅甸以及中国大陆的贵州、广西、云南等地，生长于海拔1,000米至2,500米的地区，多生在山谷林中以及灌丛中，目前尚未由人工引种栽培。

## 种下等级
- Tetrastigma delavayi Gagn. f. majus W. T. Wang
- Tetrastigma delavayi Gagn. var. majus (W. T. Wang) C. L. Li